# Gau Köln-Aachen

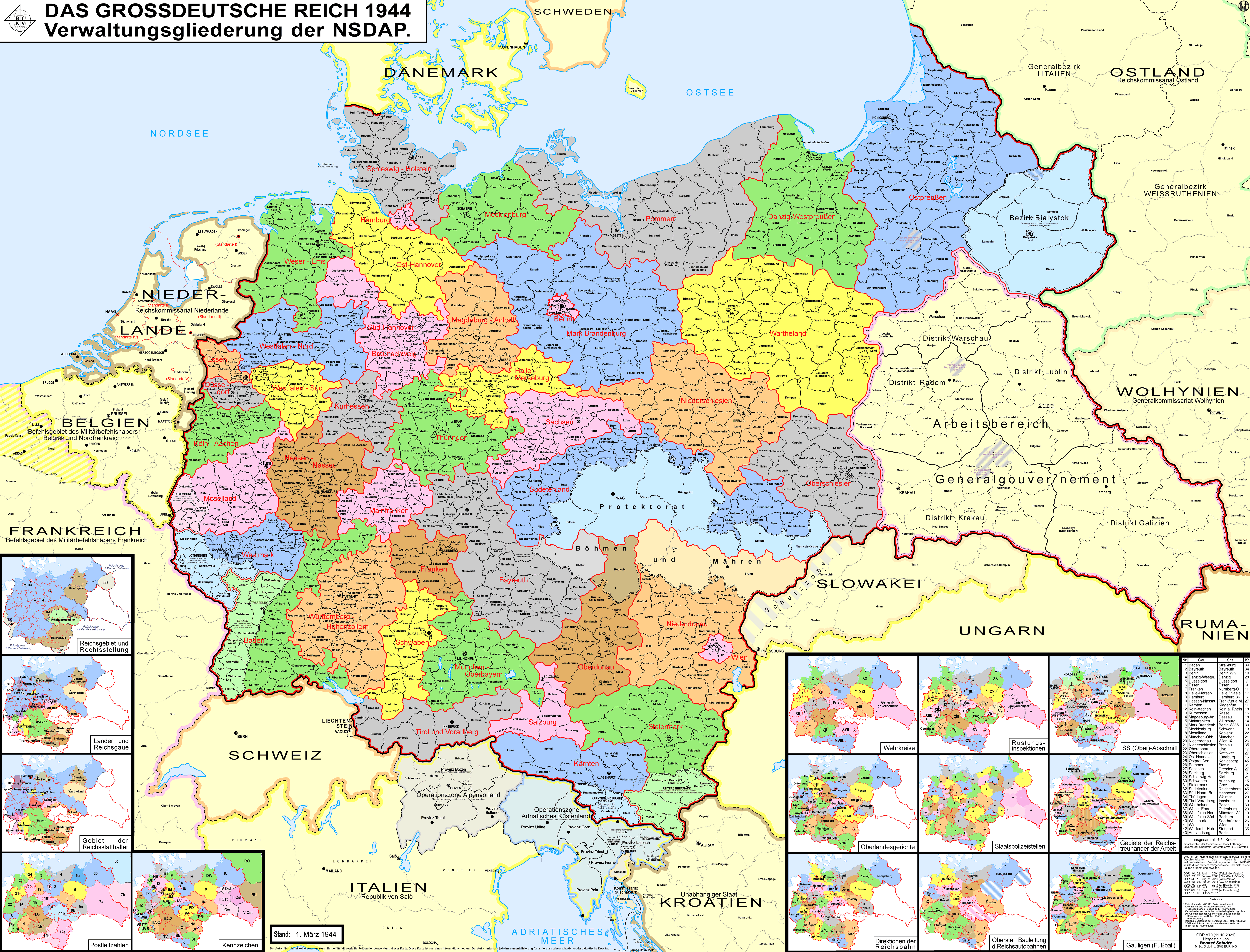
Parteigaue des Deutschen Reiches (1944)

Der Gau Köln-Aachen war eine Verwaltungseinheit der Nationalsozialistischen Deutschen Arbeiterpartei (NSDAP).

## Geschichte und Struktur
Der Gau bestand seit 1931, als aus dem bisherigen „Gau Rheinland“ die Gaue Köln-Aachen und Koblenz-Trier hervorgingen, die durch die Alliierte Rheinlandbesetzung anfangs starken Beschränkungen unterlagen.
Schon 1919 entstand in Duisburg der „Deutschvölkische Schutz- und Trutzbund“ (DVSTB), die Keimzelle des rechtsextremen und revanchistischen
Bewegung im Rheinland, wozu spätere rheinische Nationalsozialisten wie Josef Grohé oder Heinz Haake gehörten. Viele Mitglieder der „Nationalsozialistischen Freiheitsbewegung“ schlossen sich nach Hitlers Haftentlassung im Dezember 1924 der im Februar 1925 „neugegründeten“ NSDAP an und bildeten den „Gau Rheinland-Süd“ mit Heinz Haake als von Adolf Hitler eingesetztem Gauleiter und Josef Grohé als „Gaugeschäftsführer“. Haake wurde im Dezember 1924 mit zehn anderen „völkischen“ Abgeordneten in den Preußischen Landtag gewählt, musste daher in Berlin vor Ort sein. Sein Gaugeschäftsführer Grohé weigerte sich, Haakes Anweisungen nachzukommen, so dass dieser schon Anfang Juni 1925 Robert Ley bat, an seiner Stelle die Leitung des neuen „Gaues Rheinland-Süd“ zu übernehmen.
Gauleiter im „Gau Rheinland-Süd“, ab 1926 „Gau Rheinland“ waren
- Heinrich Haake (Februar – Juni 1925),
- Robert Ley (1925 – 1. Juni 1931 bis zur Aufteilung).

Der „Gau Rheinland-Süd“ – seit der Anfang 1926 erfolgten Vereinigung des „Gaues Rheinland-Nord“ mit dem „Gau Westfalen“ zum „Großgau Ruhr“ nur noch „Gau Rheinland“ genannt – umfasste im Norden den Regierungsbezirk Köln und Aachen, dazu Teile des Regierungsbezirkes Düsseldorf mit Solingen, Opladen (heute Stadt Leverkusen) und Wermelskirchen und im Süden den Regierungsbezirk Koblenz und Regierungsbezirk Trier sowie das oldenburgische Land Birkenfeld und einen Teil der Provinz Hessen-Nassau. Obwohl im Februar 1927 Nassau an den „Gau Hessen-Nassau-Süd“ und im Oktober 1928 der Landkreis Solingen an den NSDAP-„Bezirk Bergisches Land/Niederrhein“ abgegeben wurden, blieb der Gau unübersichtlich und uneinheitlich. Deshalb drängte der Koblenzer NSDAP-„Bezirks“-Leiter Gustav Simon auf eine Teilung des „Gaues Rheinland“ nach der Regel „Reichstagswahlkreis gleich Gau“, also den „Gau Rheinland“ entlang der beiden Reichstagswahlkreise Köln-Aachen Nr. 20 und Koblenz-Trier Nr. 21 zu teilen. Nach Leys „Abfindung“ als neu institutionalisierter „Gau-Inspektor“ innerhalb der von Gregor Strasser geleiteten Münchner Reichsorganisationsleitung wurde dies am 1. Juni 1931 umgesetzt.
Josef Grohé wurde zum Gauleiter des neuen „Gaues Köln-Aachen“ ernannt. Der Gau hatte 2,3 Mio. Einwohner und etwa 7.100 km² Fläche. Die Gauleitung saß von 1934 bis 1944 in der Claudiusstraße 1 in Köln, dem Gebäude der Alten Universität bzw. der ehemaligen Handelshochschule Köln. Der katholisch-ländliche Gau Köln-Aachen stand hinsichtlich der vor dem 30. Januar 1933 erfolgten Parteieintritte an 31. und damit an vorletzter Stelle aller NSDAP-Gaue. Mit der nationalsozialistischen Machtübernahme 1933 wurde Hermann von Lüninck zum Oberpräsidenten der preußischen Provinz Rheinland ernannt, den am 5. Februar 1935 der Gauleiter im Gau Essen Josef Terboven ersetzte und damit auch zum Vorgesetzten der Regierungspräsidenten in Düsseldorf, Köln und Aachen wurde. Damit verschmolzen zusehends die Ebenen von Staat und Partei im Gau.
- Gauleiter Josef Grohé (31. Mai 1931 – März 1945)
  - Stellvertreter Rudolf Schmeer (1. Juni 1931 – 31. August 1932)
  - Stellvertreter Richard Schaller (Okt. 1932 – 1945)

Gauwirtschaftsberater war Kurt Freiherr von Schröder, der IHK-Präsident von Köln. Kuno von Eltz-Rübenach war Landwirtschaftlicher Gaufachberater. Der spätere Regierungspräsident Franz Vogelsang war Gauinspekteur und leitete als Gauamtsleiter das wichtige Amt für Kommunalpolitik. Richard Ohling war der Propagandaleiter ab 1937. Die Gauzeitung war der Westdeutsche Beobachter unter dem Chefredakteur Peter Winkelnkemper. Gauführerschulen bestanden in Bad Honnef im Feuerschlößchen (ab 1934) und in Engelskirchen Haus Mühlenberg (auch Villa Risch).
Ab 1933 forcierte Gauleiter Grohé seine Pläne, Köln zur „Gauhauptstadt“ und zur „Metropole des Westens“ auszubauen, wobei Hitler schon 1933 Köln (zusammen mit Leipzig) als „Hauptstädte des deutschen Handels“ deklariert hatte und ab Oktober 1935 der Titel einer „Hansestadt Köln“ offiziell wurde, die als „Tor zum Westen“ dienen sollte. Als einem „Grenzgau“ kam ihm die Aufgabe zu, über das 1940 annektierte Eupen-Malmedy die ab 1940 im Westen besetzten Gebiete umzugestalten. Als im Sommer 1944 Gauleiter Grohé von Hitler zum „Reichskommissar für die besetzten Gebiete in Belgien und Nordfrankreich“ ernannt wurde, sollte er dies vorantreiben. Noch kurz vor Kriegsende wurden mit Hilfe von Kollaborateuren der Reichsgau Flandern und der Reichsgau Wallonien ausgerufen.

## Kreise
Der Gau hatte 18, ab 1940 20 NSDAP-Kreise:
- Aachen-Stadt und -Land
- Bergheim
- Bonn
- Düren
- Erkelenz
- Euskirchen
- Eupen (ab 1940)
- Geilenkirchen
- Jülich
- Köln linksrheinisch-Nord und -Süd
- Köln rechtsrheinisch
- Köln-Land
- Malmedy (ab 1940)
- Monschau
- Oberbergischer Kreis
- Rheinisch-Bergischer Kreis
- Schleiden
- Siegkreis